# Shane Lewis (pilote automobile)
Shane Lewis, né le 8 août 1967 à Lancaster, Californie est un pilote automobile américain.

## Palmarès

### Résultats aux 24 Heures du Mans
| Année | Écurie                          | Copilotes                      | Voiture                      | Classe | Tours | Pos. | Classe Pos. |
| ----- | ------------------------------- | ------------------------------ | ---------------------------- | ------ | ----- | ---- | ----------- |
| 1999  | Riley & Scott Europe Solution F | Marco Apicella Carl Rosenblad  | Riley & Scott Mk III (en)/2  | LMP    | 67    | 42e  | Abd.        |
| 2000  | Michael Colucci Racing          | Cort Wagner Bob Mazzuoccola    | Porsche 911 GT3-R            | GT     | 22    | 46e  | Abd.        |
| 2003  | Risi Competizione               | Butch Leitzinger Johnny Mowlem | Ferrari 360 Modena Challenge | GT     | 138   | 39e  | Abd.        |

### Résultats aux 24 Heures de Daytona
| Année | Écurie                           | Copilotes                                                               | Voiture                 | Classe | Tours | Pos. | Classe Pos. |
| ----- | -------------------------------- | ----------------------------------------------------------------------- | ----------------------- | ------ | ----- | ---- | ----------- |
| 1998  | Mosler Automotive                | Vic Rice Brian Hornkohl Chris Neville (en)                              | Mosler Raptor (en)      | GT1    | 169   | 61e  | Abd.        |
| 1999  | T. C. Klein Racing               | Randy Pobst (en) Bob Mazzuoccola Mark Raccaro                           | BMW M3                  | GT3    | 622   | 13e  | 5e          |
| 2000  | MCR/Aspen Knolls                 | Bob Mazzuoccola Mike Bavaro Cort Wagner                                 | Porsche 996 GT3-R       | GTU    | 540   | 30e  | Abd.        |
| 2001  | Pilbeam Racing America           | Bruno Lambert Toni Seiler                                               | Pilbeam MP84 (en)       | SRPII  | 216   | 58e  | Abd.        |
| 2002  | ACP Motorsports                  | Kerry Hitt Jim Briody Owen Trinkler                                     | Chevrolet Corvette C5-R | AGT    | 287   | 53e  | Abd.        |
| 2004  | Southard Motorsports             | George Robinson Jack Baldwin (en) Vic Rice Stephen Southard             | Fabcar FDSC/03          | DP     | 359   | 40e  | Abd.        |
| 2005  | Cegwa Sport/Southard Motorsports | Darius Grala (en) Mark Patterson (investor) Quentin Wahl Bohdan Kroczek | Fabcar FDSC/03          | DP     | 630   | 23e  | 14e         |
| 2006  | Southard Motorsports             | Kris Szekeres Randy LaJoie Tony Burgess                                 | Riley Mk XI             | DP     | 548   | 38e  | 19e         |
| 2007  | Southard Motorsports             | Randy Ruhlman Graham Rahal Elliott Forbes-Robinson                      | Riley Mk XI             | DP     | 214   | 62e  | Abd.        |
| 2008  | Southard Motorsports             | Bill Lester (en) Ted Christopher (en) Alex Barron (en)                  | Riley Mk XI             | DP     | 527   | 42e  | Abd.        |
| 2009  | Gotham Competition               | Jerome Jacalone Joe Jacalone Randy Pobst (en) Gerardo Bonilla (en)      | Porsche 997 GT3 Cup     | GT     | 675   | 18e  | 10e         |
| 2010  | Autohaus Motorsports             | Peter Collins Romain Iannetta Richard Zahn                              | Pontiac GXP.R           | GT     | 125   | 40e  | Abd.        |
| 2011  | Chris Smith Racing               | Bill Sweedler Tom Sheehan Mitch Pagerey                                 | Porsche 997 GT3 Cup     | GT     | 495   | 35e  | 19e         |
| 2012  | Orbit/GMG                        | Nicolas Armindo Bret Curtis James Sofronas Lance Wilsey                 | Porsche 997 GT3 Cup     | GT     | 713   | 22e  | 11e         |
| 2013  | Napleton Racing                  | Nelson Canache Jr. David Donohue Jim Norman                             | Porsche Cayman S        | GX     | 635   | 26e  | 1re         |
| 2014  | Alex Job Racing                  | Cooper MacNeil Leh Keen Louis-Philippe Dumoulin Shane van Gisbergen     | Porsche 911 GT America  | GTD    | 656   | 26e  | 8e          |
| 2015  | RG Racing                        | Robert Gerwitz Mark Kvamme David Cheng                                  | Riley MkXXVI            | P      | 644   | 24e  | 7e          |